# ワンカベリカ
ワンカベリカ（スペイン語: Huancavelica）はペルーの都市である。ワンカベリカ県の県都である。
1572年8月5日、ペルー副王 フランシスコ・デ・トレドにより設立された。